# Червона ратуша

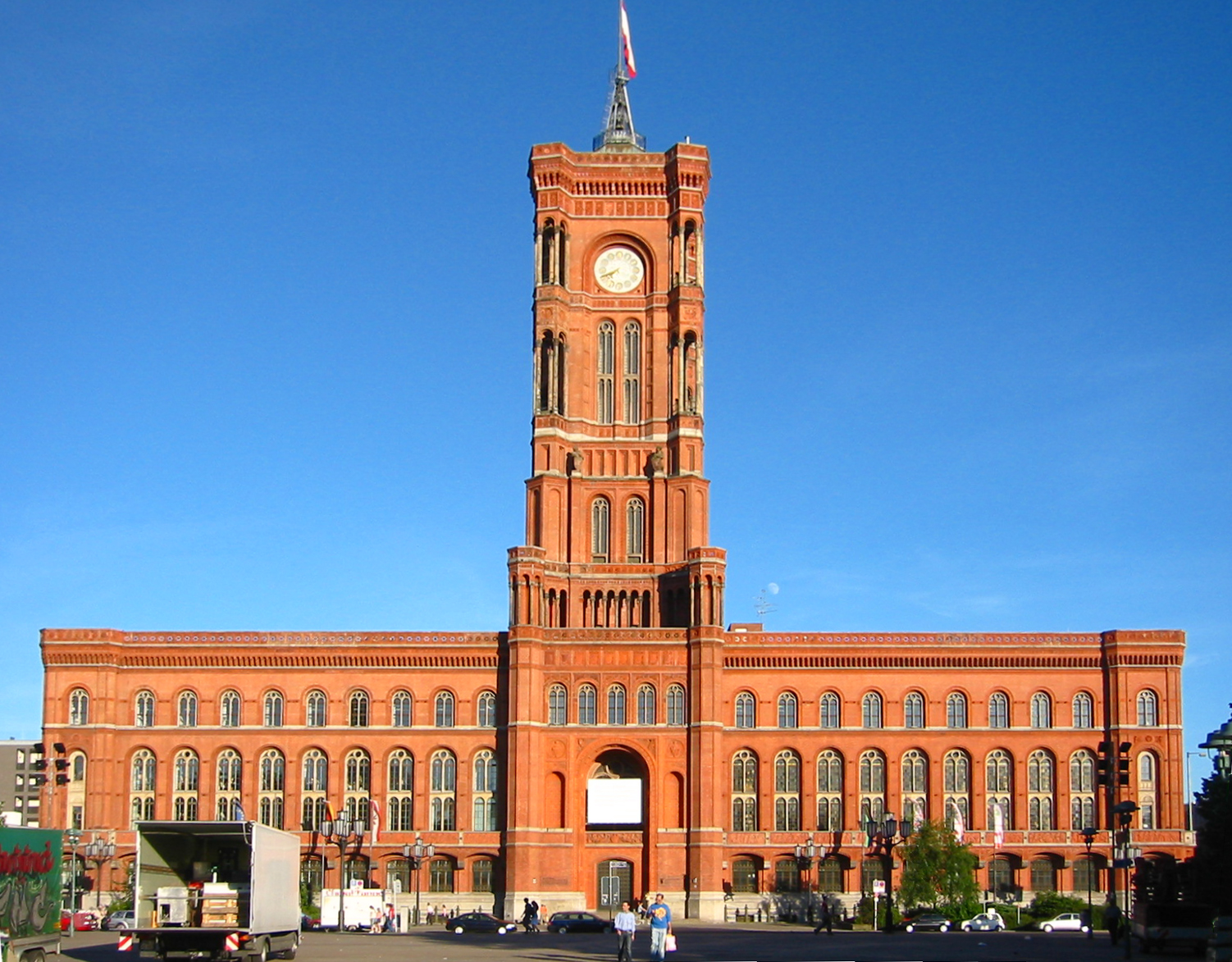
Червона ратуша

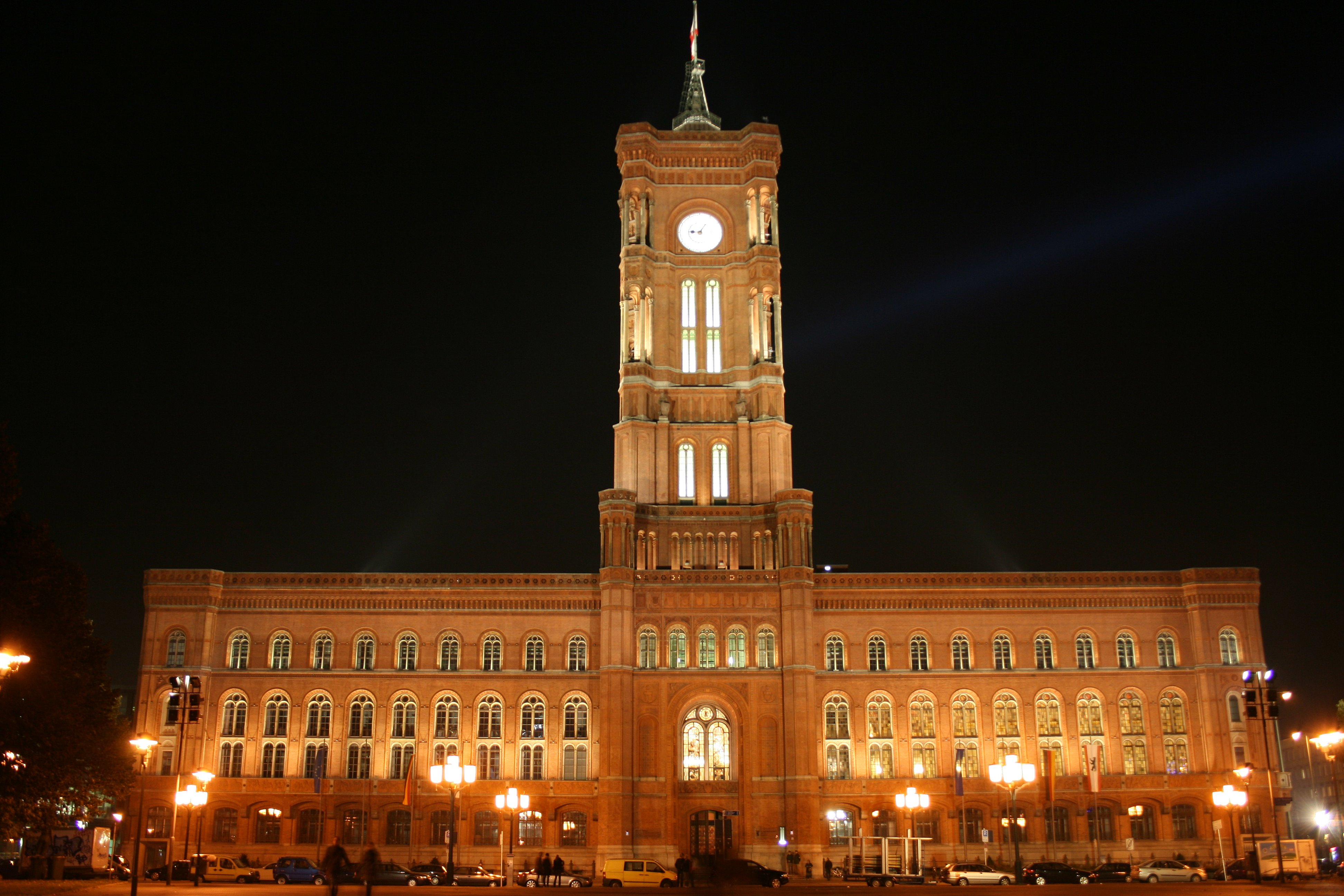
Фестиваль світла, 2007

Черво́на (Берлі́нська) ра́туша (нім. Das Rote Rathaus) побудована із традиційної для Берліна червоної цегли в 1861-1869. За стилем ратушу архітектора Г. Ф. Веземана можна віднести як до ренесансу так і до готики. Архітектурним взірцем послугувала ратуша у місті Торунь, що у Польщі (див. Торунська ратуша).
Цікавий факт, що у післявоєнні роки Берлінська ратуша стала об'єктом глузувань: у ній засідала мерія соціалістичного Берліна, і вимовляючи «Rotes Rathaus», західні німці незмінно мали на увазі політиків, а не кольори.
Під час Другої Світової війни ратуша була зруйнована. У 1951-1958 були виконані роботи по відновленню, із частковою зміною інтер'єру. На першому поверсі розташовані Гербовий та Колонний зали, що виконують представницьку функцію. Берлінська ратуша знаходиться у Старому Берліні, з 1 жовтня 1991 року у ній засідає берлінський сенат (раніше знаходився магістрат Західного Берліна). Робоче місце мера Берліна також у Червоній Ратуші.

## Галерея

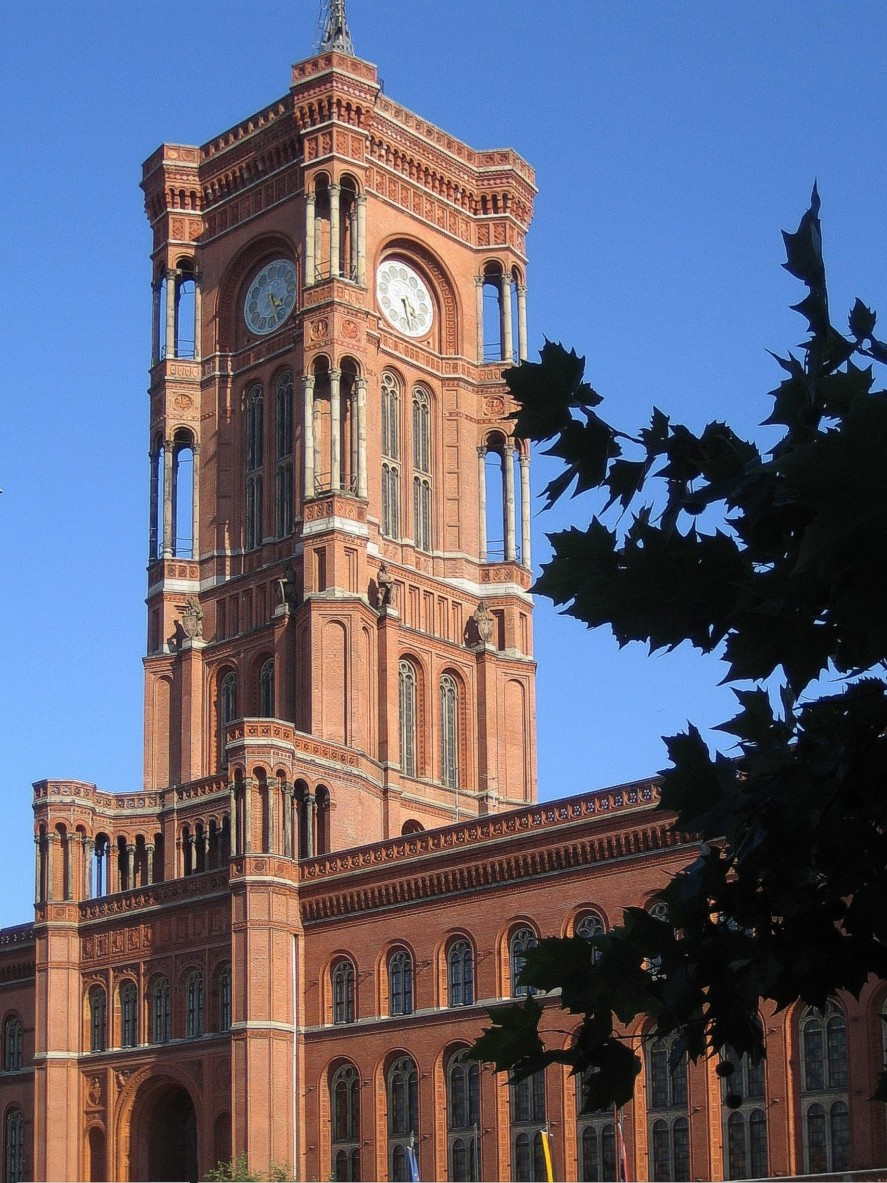
Вежа Червоної ратуші
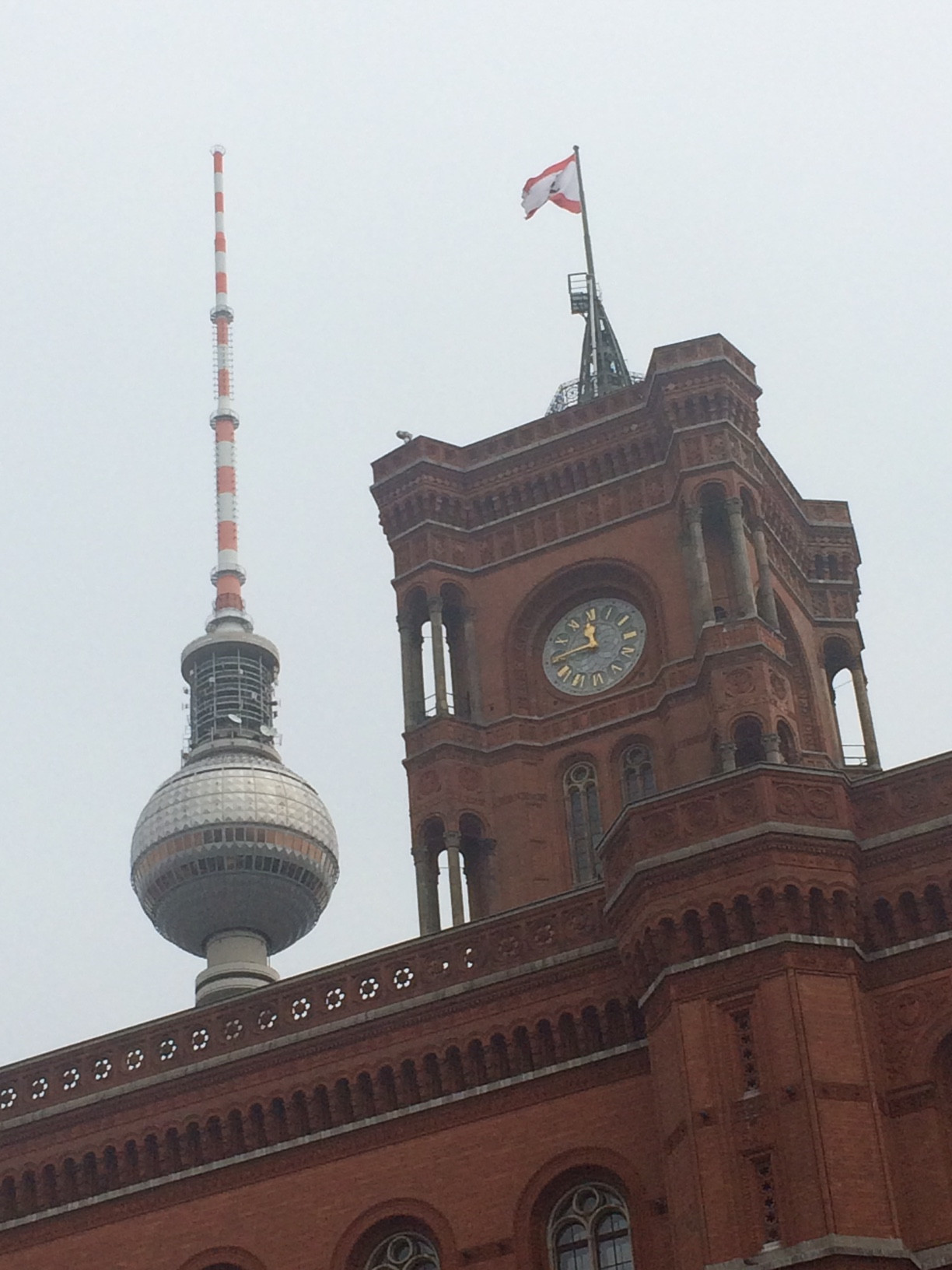
Дві вежі
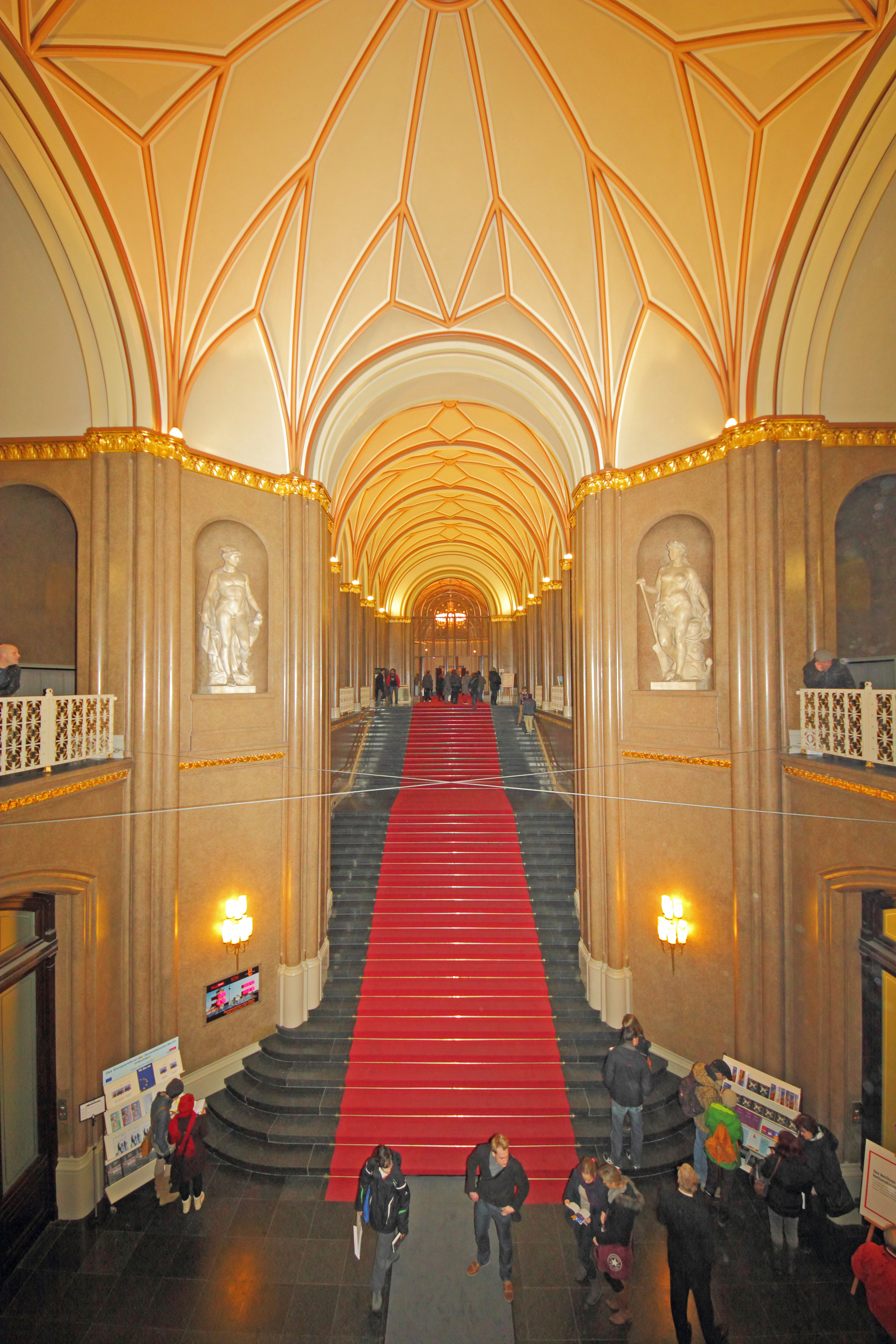
Парадні сходи
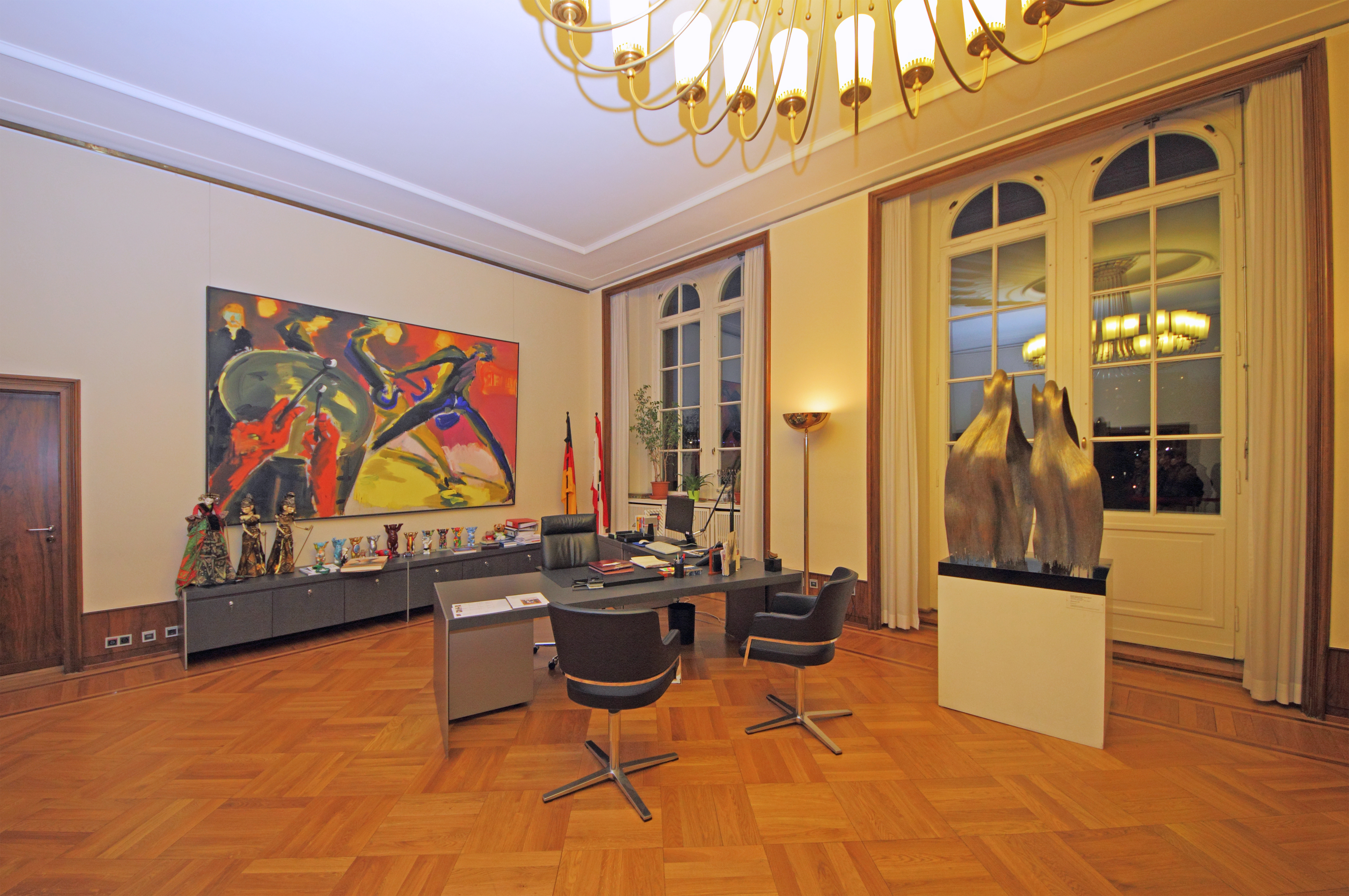
Робочий кабінет правлячого бургомістра Берліна
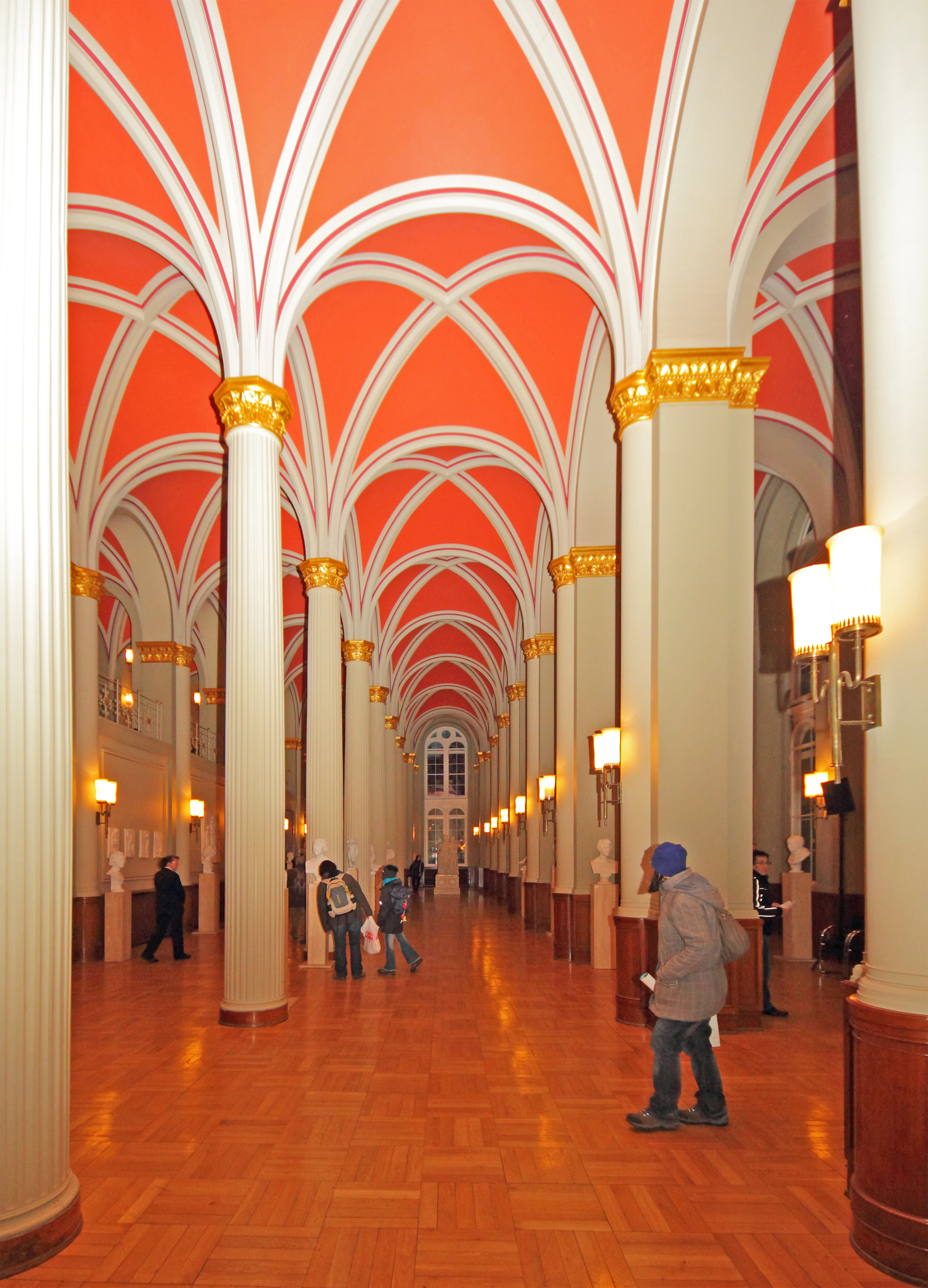
Колонний зал
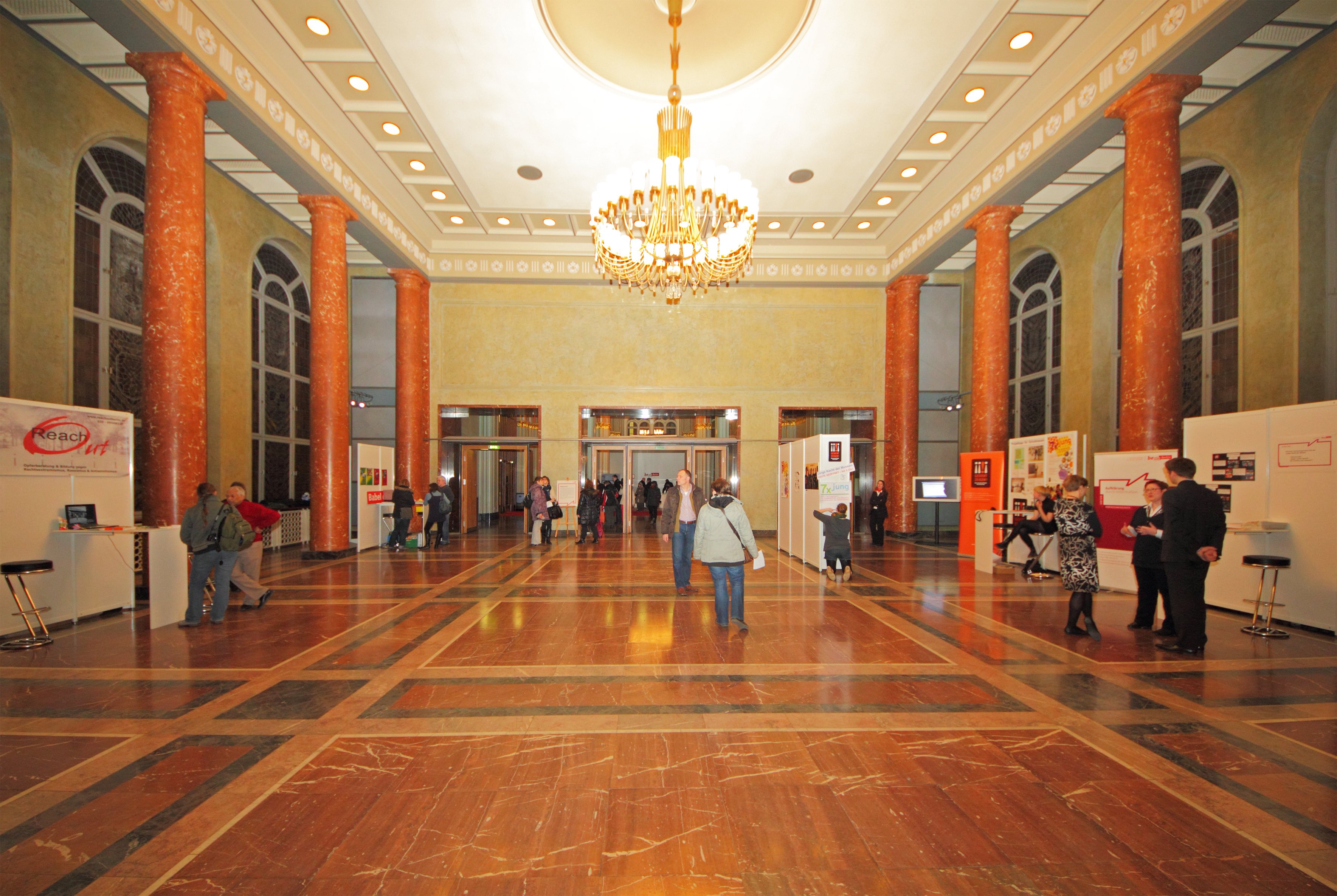
Гербовий зал
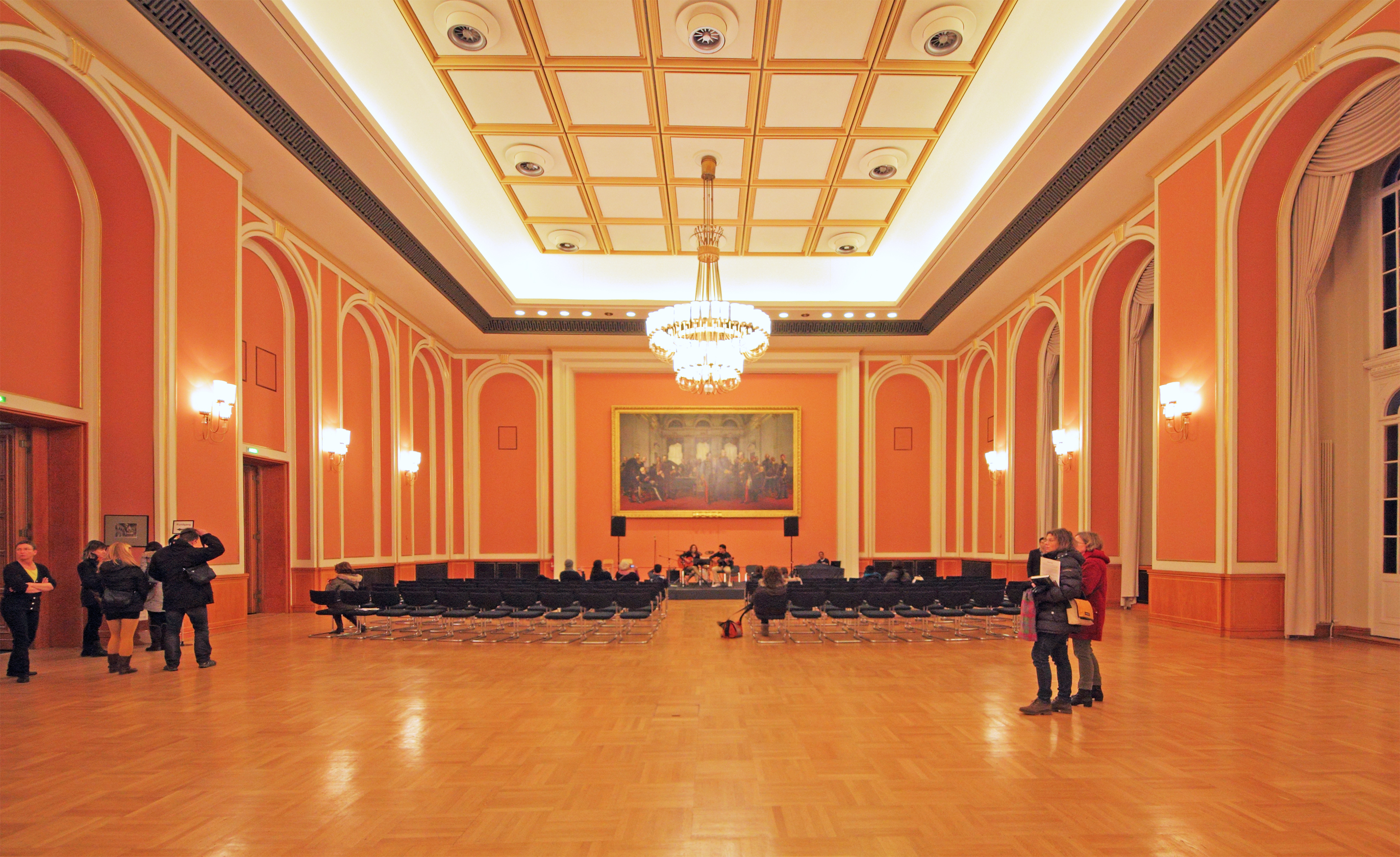
Актовий зал
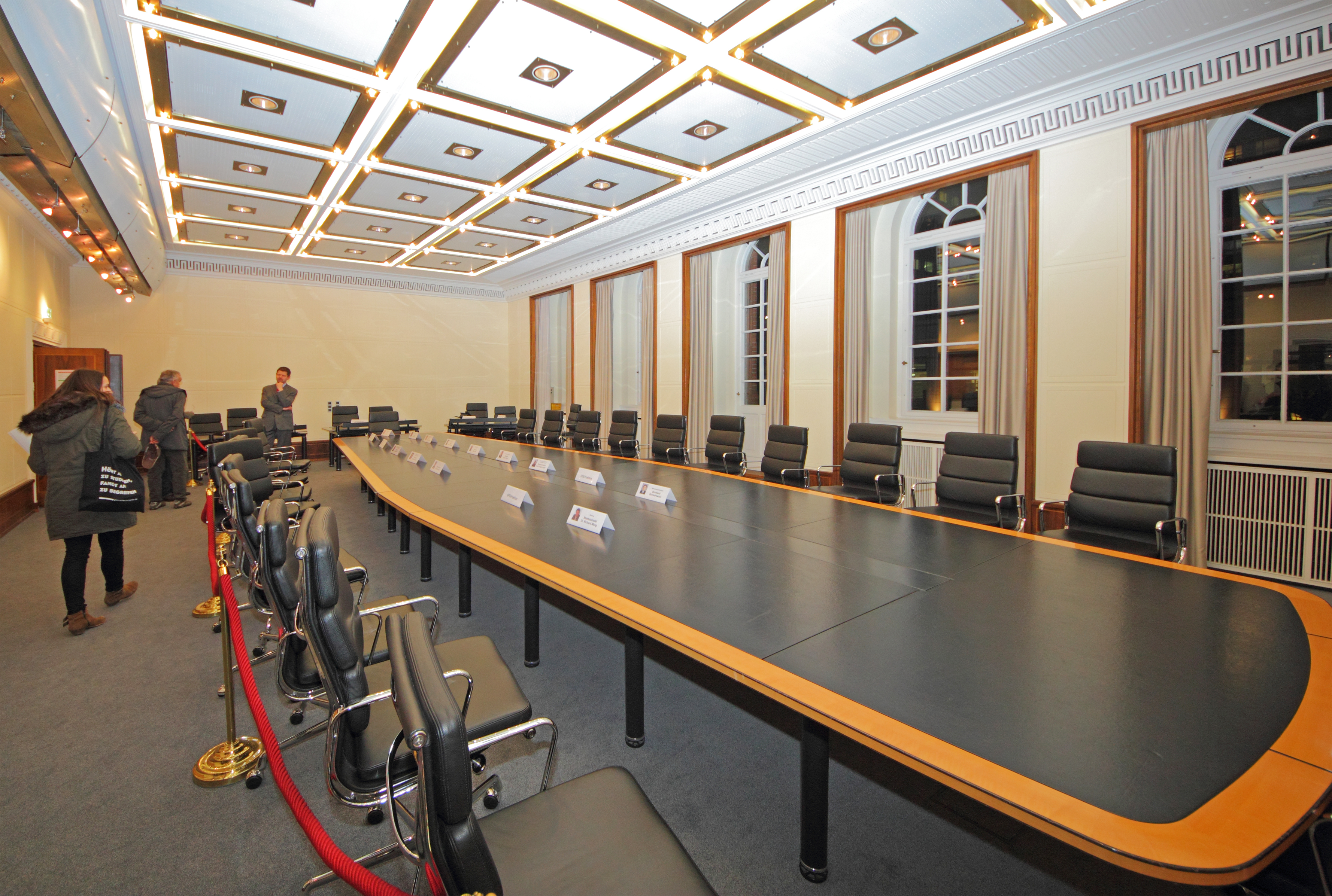
Зал засідань Сенату